# Filosofía budista

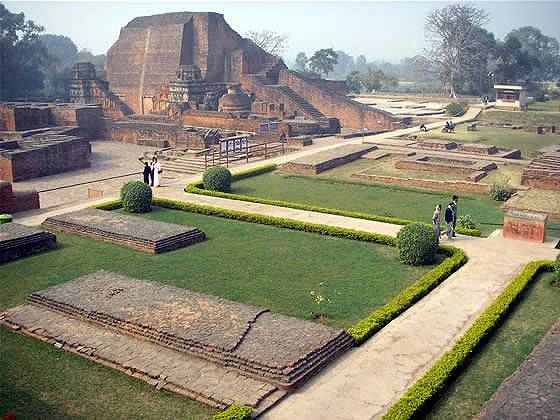
La universidad budista Nalanda fue un importante centro de aprendizaje en la India desde el hasta el.

La filosofía budista es la descripción de la filosofía oriental que comprende la suma de las investigaciones filosóficas de las varias escuelas budistas. La principal preocupación del budismo siempre fue la liberación del sufrimiento (nirvana) y el camino hacia esa liberación, que consiste en acción ética (sīla), meditación y sabiduría (prajña, saber «las cosas como realmente son», sct. yathābhūtaṃ viditvā). Los budistas indios buscaron esta comprensión no solo a partir de las enseñanzas del Buda, sino a través del análisis filosófico y la deliberación racional. Los pensadores budistas en India y posteriormente en Asia oriental han cubierto temas filosóficos tan variados como fenomenología, ética, ontología, epistemología, lógica y filosofía del tiempo en su análisis de este camino.
El budismo temprano se basó en evidencia empírica obtenida por los órganos de los sentidos (ayatana) y el Buda parece haber mantenido una distancia escéptica de ciertas preguntas metafísicas, negándose a responderlas porque no eran conducentes a la liberación. Los puntos particulares de la filosofía budista han sido a menudo objeto de disputas entre diferentes campos filosóficos budistas. Estas disputas dieron lugar a varias escuelas llamadas Abhidharma, y a las tradiciones Mahayana de Prajnaparamita (perfección de la sabiduría), Madhyamaka (camino medio) y Yogacara (práctica de yoga).
La filosofía budista comienza con el pensamiento de Gautama Buddha (circa siglos VI y IV a. C.) y se conserva en los primeros textos budistas como las Nikayas del Canon Pali. El pensamiento budista es transregional y transcultural. Se originó en la India y luego se extendió a Asia oriental, el Tíbet, Asia central y el Sudeste Asiático, desarrollando tradiciones nuevas y sincréticas en estas diferentes regiones. Las diversas escuelas del pensamiento budistas son la tradición filosófica dominante en el Tíbet y en países del sudeste asiático como Sri Lanka y Birmania.
La principal preocupación del budismo es la soteriología, definida como la libertad desde dukkha (inquietud). Debido a que la ignorancia sobre la verdadera naturaleza de las cosas se considera una de las raíces del sufrimiento (dukkha), la filosofía budista se ocupa de la epistemología, la metafísica, la ética y la psicología. Los textos filosóficos budistas también se deben entender dentro del contexto de las prácticas meditativas que se supone que producen ciertos cambios cognitivos. Los conceptos innovadores clave incluyen las Cuatro Nobles Verdades, Anatta (no-yo) una crítica de una identidad personal fija, la transitoriedad (Anicca) de todas las cosas y un cierto escepticismo sobre las preguntas metafísicas.
Después de la muerte de Buda, varios grupos comenzaron a sistematizar sus principales enseñanzas y desarrollaron sistemas filosóficos denominados Abhidharma. Los filósofos de Mahayana como Nagarjuna y Vasubandhu desarrollaron las teorías de shunyata (vacuidad de todos los fenómenos) y «vijnapti-matra» (solo apariencia), una forma de fenomenología o idealismo trascendental. La escuela de Dignāga o escuela de pramāṇa promovió una forma de epistemología y lógica. A través del trabajo de Dharmakirti, esta tradición de lógica budista se ha convertido en el principal sistema epistemológico utilizado en la filosofía y el debate de budismo tibetano.
Según el profesor de filosofía budista Jan Westerhoff, las principales escuelas indias desde 300 a. C. hasta 1000 d. C. fueron:
- La tradición Mahāsāṃghika («Gran Comunidad»).
- Las escuelas Sthavira («Ancianos») que incluyen: Sarvāstivāda, Sautrāntika, Vibhajyavada (más tarde conocida como Theravada en Sri Lanka) y Pudgalavada.
- Las escuelas Mahayana, principalmente Madhyamaka, Yogachara, Tathāgatagarbha y Tantra.

Después de la desaparición del budismo de la India, estas tradiciones filosóficas se extendieron por toda Asia a través de la ruta de la seda y continuaron desarrollándose en el budismo tibetano, el budismo de Asia oriental y las tradiciones budistas Theravada. El período moderno vio el surgimiento del modernismo budista y el humanismo budista bajo influencias occidentales y el desarrollo de un budismo occidental con influencias de la psicología moderna y la filosofía occidental. En el Tíbet, la tradición india continuó desarrollándose bajo pensadores como Sakya Pandita, Tsongkhapa y Ju Mipham. En China, nuevos desarrollos fueron dirigidos por pensadores como Xuangzang, autor de nuevos trabajos sobre Yogacara; Zhiyi, quien fundó la escuela Tiantai y desarrolló una nueva teoría de Madhyamaka y Guifeng Zongmi, que escribió sobre Huayan y Zen.

## Orientación filosófica

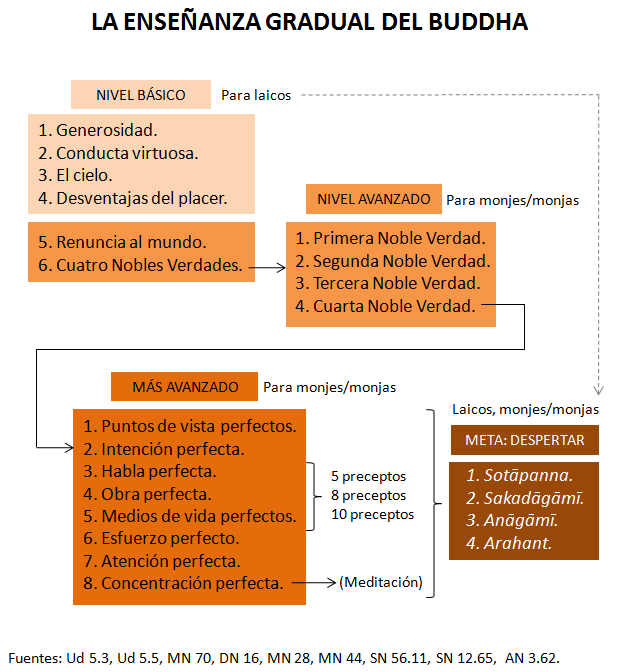
Enseñanza gradual del Buda en seis etapas según el Canon Páli.

En contraste a la filosofía occidental, la filosofía en la India estaba dirigida principalmente a la liberación espiritual y tenía objetivos soteriológicos como su base. Era una suposición tácita con los sistemas filosóficos de India que si su filosofía se entendía y se asimilaba, se podía lograr un estado incondicional de libertad existencial (moksha).
El objetivo de la filosofía budista es una forma de libertad espiritual llamado el nirvana y, para lograrlo, el budista debe investigar la naturaleza del mundo. Para los filósofos budistas, las enseñanzas del Buda no debían tomarse solo en la fe, sino también ser confirmadas por el análisis lógico (pramana). Los primeros textos budistas mencionan que una persona se convierte en seguidor del las enseñanzas Budistas después de haber reflexionado sobre ellas con sabiduría. El entrenamiento gradual también requiere que un discípulo «investigue» (Pali: upaparikkhati) y «escudriñe» (tuleti) las enseñanzas. El Buda también esperaba que sus discípulos se le acercaran como un maestro en una forma crítica investigando sus acciones y palabras, como se muestra en la escritura Vīmaṃsaka Sutta del Canon Pali, uno de los textos sagrados budistas.

## El Buda y el Budismo temprano

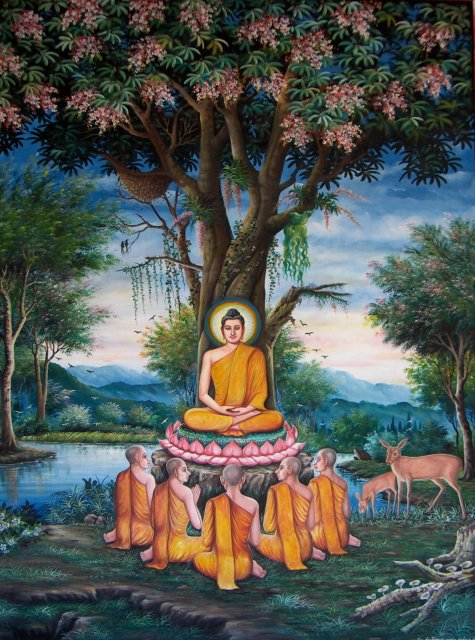
Gautama Buda dando su primer discurso en Sarnath.

### El Buda y su camino medio
Gautama Buda (circa siglo V a. C.) era un asceta (sramana) del norte de la India (Magadha). El Buda definió su enseñanza como el camino medio. En el Discurso de la puesta en movimiento de la rueda del dharma, se refiere al hecho de que sus enseñanzas siguen un curso intermedio entre los extremos del ascetismo (tal como lo practican los jainistas y otros sramanas) y el hedonismo sensual. Muchos sramanas del tiempo de Buda pusieron mucho énfasis en la mortificación del cuerpo, usando prácticas tales como el ayuno, para liberar la mente del cuerpo. Sin embargo, el Buda se dio cuenta de que la mente estaba encarnada y dependía causalmente del cuerpo, y por lo tanto que un cuerpo desnutrido no permitía que la mente se entrenara y desarrollara.
El Buda cultivó varias técnicas y prácticas yóguicas y enseñó en todo el norte de la India, donde sus enseñanzas se afianzaron. Estas enseñanzas se conservan en las Nikayas Pali y en las Āgamas Chinas, así como en otras colecciones textuales. Citar estos textos es difícil, y no hay acuerdo sobre cuánto de este material se remonta a un solo fundador religioso. Si bien el enfoque de las enseñanzas del Buda se trata de alcanzar el mayor bien del nirvana, también contienen un análisis de la fuente del sufrimiento humano, la naturaleza de la identidad personal y el proceso de adquirir conocimiento sobre el mundo.

### Enseñanzas básicas
Ciertas enseñanzas básicas aparecen en muchos lugares a lo largo de estos textos tempranos, por lo que estudios anteriores de varios budólogos concluyen que el Buda al menos debe haber enseñado algunas de estas enseñanzas:
- El camino medio
- Las Cuatro nobles verdades
- El Noble camino óctuple
- Las tres características
  - Sufrimiento o Duḥkha
  - Transitoriedad o Anitya
  - Insustancialidad de un yo o Anātman
- Los Cinco agregados
- Pratītyasamutpāda o surgimiento dependiente
- Karma y Renacimiento
- Nirvana

Los budólogos modernos no están todos de acuerdo en esta lista. Por ejemplo, según budólogos como Tilmann Vetter y Johannes Bronkhorst, el dhyāna constituyó la única «práctica liberadora» original del Buda y según Lambert Schmithausen, las cuatro verdades son un desarrollo posterior en el budismo temprano.

### Cuatro nobles verdades

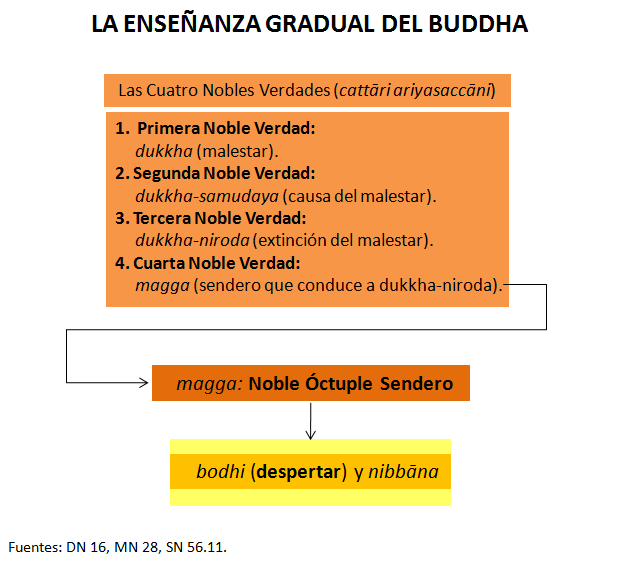
Las Cuatro Nobles Verdades según el Canon Páli.

Las cuatro nobles verdades o «verdades del noble» son una característica central de las enseñanzas. La primera verdad de dukkha, a menudo traducida como sufrimiento, es la insatisfacción inherente de la existencia. Esto no es solo dolor físico, sino también una especie de inquietud existencial causada por nuestra inevitable mortalidad y, en última instancia, por la impermanencia de todos los fenómenos. También surge debido al contacto con eventos desagradables, y debido a no obtener lo que uno desea. La segunda verdad es que esta inquietud surge de varias condiciones, principalmente del "anhelo" (tanha) y la ignorancia (avidya). La tercera verdad es el hecho de que si uno deja de anhelar y destruye la ignorancia a través del conocimiento, dukkha cesa (nirodha). El cuarto es el óctuple camino que son las ocho prácticas budistas fundamentales, son: visión correcta, intención correcta, habla correcta, acción correcta, forma de vida correcta, esfuerzo correcto, atención correcta y samadhi correcto (unificación mental en meditación). La meta enseñada por Buda, nirvana, literalmente significa 'extinguir' y significaba 'la completa extinción de la codicia, el odio y la ignorancia, las fuerzas que dan poder al samsara' . Nirvana también significa que después de la muerte de un ser iluminado, no hay más renacimiento.
El análisis del sufrimiento se explica por originación dependiente, el surgimiento dinámico de eventos basados en condiciones causales. El Buda entendió el mundo en términos de procesos, no en términos de esencias o sustancias. Su teoría postula un flujo de eventos que surgen bajo ciertas condiciones que están interconectadas y son dependientes, de modo que los procesos en cuestión en ningún momento se consideran estáticos o independientes. El anhelo, por ejemplo, siempre depende de, y es causado por las sensaciones. Las sensaciones siempre dependen del contacto con nuestro entorno etc. La teoría causal de Buda es simplemente descriptiva y esta comprensión de la causalidad es importante porque muestra cómo funcionan los procesos que crean el sufrimiento y también cómo se pueden revertir.
La eliminación del sufrimiento requiere una profunda comprensión de la naturaleza de la realidad (prajña). Si bien el análisis filosófico de los argumentos y conceptos es claramente necesario para desarrollar esta comprensión, no es suficiente para eliminar nuestros hábitos mentales inadecuados y prejuicios profundamente arraigados, que requieren meditación, junto con la comprensión. Según el Buda, debemos entrenar la mente en meditación para poder ver realmente la naturaleza de la realidad, con sus marcas de sufrimiento, impermanencia y no-yo. La comprensión y la meditación se dice que funcionan juntas para "ver claramente" (vipassana) la naturaleza de la experiencia humana y se dice que esto conduce a la liberación.

### Anatta
El Buda argumentó que no hay un «yo» permanente (sánscrito: atman), que no hay una «esencia de una persona». Esto significa que no hay ninguna parte de una persona que sea invariable y esencial para la continuidad personal, y significa que no hay una parte singular de una persona que representa la identidad de esa persona a lo largo del tiempo. Esto está en oposición a los conceptos Hindúes de un ser último inalterable (Brahman) y a cualquier visión de un alma eterna. El Buda sostuvo que el apego a la apariencia de un yo permanente en este mundo de cambio es la causa del sufrimiento y el principal obstáculo para la liberación.
El argumento más utilizado del Buda contra la idea de un ego inmutable es empirista, basado en la observación de los cinco agregados (skandhas) que componen una persona y el hecho de que estos siempre están cambiando. Este argumento se puede expresar de esta manera:
1. Todos los procesos psicofísicos (skandhas) son impermanentes.
2. Si hubiera un yo (atman), sería permanente.
3. [No hay más para la persona que los cinco skandhas.]

∴ No hay yo (atman).
Este argumento requiere la premisa implícita de que los cinco agregados son una explicación exhaustiva de lo que constituye una persona, sino el atman podría existir fuera de estos agregados.
Este argumento es expuesto en el «Anattalakkhana Sutta» (sutta de la característica de no-yo). Según este argumento, el yo aparentemente fijo es simplemente el resultado de la identificación con los agregados temporales, los procesos cambiantes que constituyen un ser humano individual. En este punto de vista, una «persona» es solo una designación nominal conveniente para una cierta agrupación de procesos y características. Un «individuo» es una construcción conceptual superpuesta a una corriente de experiencias, como la palabra «carro» es simplemente una designación convencional para las partes de un carro y sus relaciones. La base de este argumento es empirista, ya que se basa en el hecho de que todo lo que observamos está sujeto a cambios, especialmente todo los procesos observado en meditación.
Otro argumento para «no-yo» (anatta), el «argumento de la falta de control» y se basa en el hecho de que a menudo buscamos cambiar ciertas partes de nosotros mismos, que la «función ejecutiva» de la mente es la que encuentra ciertas cosas insatisfactorias e intenta alterarlas. Además, también se basa en el «principio de anti-reflejo indio» que establece que una entidad no puede operar o controlarse a sí misma (un cuchillo puede cortar otras cosas pero no a sí mismo, un dedo puede apuntar a otras cosas pero no a sí mismo, etc.). Esto significa, entonces, que el yo nunca podría desear cambiarse a sí mismo y no podría hacerlo, el Buda usa esta idea para atacar el concepto del yo. Este argumento podría estructurarse así:
1. Si el yo (atman) existiera, sería la parte de la persona que realiza la función ejecutiva, el «controlador».
2. El yo nunca podría desear que sea cambiado (principio anti-reflexividad).
3. Cada uno de los procesos psicofísicos (skandhas) es tal que uno puede desear que se cambie.
4. [No hay más para la persona que los cinco skandhas.]

∴ No hay yo (atman).
Este argumento niega que haya un «controlador» permanente en la persona. En cambio, ve a la persona como un conjunto de procesos en constante cambio que incluyen eventos volitivos que buscan cambios y una conciencia de ese deseo de cambio. De acuerdo con el filósofo Mark Siderits:
«Lo que el budista tiene en mente es que en una ocasión una parte de la persona podría realizar la función ejecutiva, y en otra ocasión otra parte podría hacerlo. Esto haría posible que cada parte esté sujeta al control sin que exista ninguna parte que siempre cumple el rol de controlador (es decir, ser un yo). En algunas ocasiones, una parte determinada puede caer en el lado del controlador, mientras que en otras ocasiones puede caer en el lado de lo controlado. Esto explicaría cómo es posible para nosotros tratar de cambiar cualquiera de nuestros skandhas, mientras que nosotros solo somos esos skandhas.»
Como lo señala los budologos K.R. Norman y Richard Gombrich, el Buda extendió su crítica de anatta a la creencia brahmánica expuesta en el Brihadaranyaka Upanishad de que el Ser (Atman) era realmente el mundo entero, o el Brahman. Esto lo muestra el «Alagaddūpama-sutta», donde el Buda argumenta que un individuo no puede sentir el sufrimiento del mundo entero. El usó el ejemplo de alguien que quema hierba y palos de la arboleda de Jeta y cómo un monje no se daría cuenta o se consideraría perjudicado por esa acción. En este ejemplo, el Buda está argumentando que no tenemos experiencia directa del mundo entero y, por lo tanto, el yo no puede ser el mundo entero. En este sutta (así como en el Soattā Sutta), el Buda delinea seis puntos de vista erróneos acerca del yo:
«Hay seis puntos de vista equivocados: una persona imprudente puede pensar de el cuerpo, 'Esto es mío, soy yo, soy yo', también lo puede pensar de los sentimientos, percepciones, voliciones o en lo que ha sido visto, escuchado, pensado, conocido, alcanzado, buscado o considerado por la mente. El sexto punto es identificar el mundo y el yo, es creer: En la muerte me convertiré en permanente, eterno, inmutable, y así permaneceré para siempre igual; y eso es mío, ese soy yo, eso es lo mío. Una persona sabia y bien entrenada ve que todas estas posiciones están equivocadas, y por eso no está preocupado por algo que no existe».
Además, el Buda argumenta que se puede observar que el mundo es una causa de sufrimiento (los Hindúes consideraban que Brahman era totalmente feliz en última instancia) y que como no podemos controlar el mundo como deseamos, el mundo no puede ser el yo mismo. La idea de que «este cosmos es el yo» es uno de los puntos de vista rechazados por Buda junto con la teoría monista relacionada que sostenía que «todo es una Unidad» (S.N. 12.48 Lokayatika Sutta). El Buda también sostuvo que comprender y ver la verdad del no-yo nos lleva al desapego y, por lo tanto, al cese del sufrimiento, mientras que la ignorancia sobre la verdadera naturaleza de la personalidad es un gran sufrimiento.

### Epistemología
Todas las escuelas de filosofía india reconocen varios conjuntos de justificaciones válidas para el conocimiento (pramāṇa), y muchos ven los Vedas como proveedores de acceso a la verdad. El Buda negó la autoridad de los Vedas, aunque al igual que sus contemporáneos, afirmó la importancia soteriológica de tener una comprensión adecuada de la realidad (visión correcta). Sin embargo, esta comprensión no se concibió principalmente como conocimiento metafísico y cosmológico, sino como un conocimiento sobre el surgimiento y el cese del sufrimiento en la experiencia humana. Por lo tanto, el proyecto epistémico del Buda es diferente al de la filosofía moderna, es principalmente una solución al problema espiritual y existencial humano.
La epistemología del Buda se ha comparado con el empirismo, en el sentido de que se basaba en la experiencia del mundo a través de los sentidos. El Buda enseñó que la observación empírica a través de los seis sentidos (ayatanas) era la forma adecuada de verificar cualquier reclamo de conocimiento. Algunos suttas van más allá, afirmando que «el todo», o todo lo que existe (sabbam), son estas seis esferas de los sentidos (S.N. 35.23, Sabba Sutta) y que cualquiera que intente describir otro «todo» no podrá hacerlo porque «está más allá del alcance». Este sutta parece indicar que para el Buda, las cosas en sí mismas o el noúmeno, están más allá de nuestro alcance epistemológico (avisaya).
Además, en el sutta de Kalama el Buda le dice a un grupo de aldeanos confundidos que la única razón apropiada para las creencias es la verificación en la propia experiencia personal (y la experiencia del sabio) y niega cualquier verificación que provenga de la autoridad personal, tradición sagrada (anussava) o cualquier tipo de racionalismo que construye teorías metafísicas (takka). En el Tevijja Sutta (D.N. 13), el Buda rechaza la autoridad personal de los brahmanes porque ninguno de ellos puede probar que hayan tenido experiencia personal del Brahman. El Buda también hizo hincapié en que la experiencia es el único criterio para la verificación de la verdad en este pasaje del Majjhima Nikaya (M.N.I.265):
«Monjes, ¿solo hablan de lo que conocen por ustedes mismos y lo encuentran ustedes mismos?»
«Sí, lo hacemos, señor»
«Bien, monjes, así es como los he instruido en esta doctrina intemporal que puede realizarse y verificarse, que conduce a la meta y puede ser entendida por aquellos que son inteligentes.»
El estándar de Buda para la verificación personal era pragmático y salvífico. Para el Buda una creencia cuenta como verdad solo si conduce a una práctica budista exitosa (y por lo tanto, a la destrucción del anhelo). En el Discurso al Príncipe Abhaya (M.N.I.392-4), el Buda declara esta máxima pragmática al decir que una creencia solo debe aceptarse si conduce a consecuencias sanas. Esta tendencia del Buda de ver lo verdadero en lo que es útil se ha llamado por budologos como Sra. Rhys Davids y Vallée-Poussin una forma de Pragmatismo. Sin embargo, el filósofo budista K.N. Jayatilleke argumenta que la epistemología del Buda también puede ser una forma de la teoría de la correspondencia (según el Apannaka Sutta) con elementos del Coherentismo y que para el Buda, es causalmente imposible que algo que es falso conduzca al sufrimiento y al mal.
El Buda desanimó a sus seguidores de caer en disputas intelectuales por su propio bien, lo cual es inútil, y lo distrae del objetivo del despertar. Solo la filosofía y la discusión que tienen un valor pragmático para la liberación del sufrimiento se consideran importantes. De acuerdo con las escrituras, durante su vida el Buda permaneció en silencio cuando le preguntaron varias preguntas metafísicas que consideraba como la base de la «reflexión imprudente». Estas «preguntas sin respuesta» (avyākata) incluyen cuestiones como si el universo es eterno o no eterno (o si es finito o infinito), la unidad o separación del cuerpo y del yo, la completa inexistencia de una persona después del Nirvana y la muerte, y otros. El Buda afirmó que pensar en estos temas imponderables (acinteyya) los llevó a «un matorral de puntos de vista, un desierto de puntos de vista, una contorsión de puntos de vista, un retorcimiento de puntos de vista, un collar de puntos de vista» (Aggi-Vacchagotta Sutta, M.N. 72).
Una explicación para esta suspensión pragmática de juicio o epojé epistémico es que tales preguntas distraen la actividad que es práctica para realizar la iluminación y suponen el peligro de sustituir la experiencia de la liberación por la comprensión conceptual de la doctrina o por la fe religiosa. Según el Buda, el Dharma no es un fin último en sí mismo o una explicación de toda la realidad metafísica, sino un conjunto pragmático de enseñanzas. El Buda usó dos parábolas para aclarar este punto, la «parábola de la balsa» y «la parábola de la flecha envenenada». El Dharma es como una balsa en el sentido de que es solo una herramienta pragmática para alcanzar el nirvana («para el propósito de cruzar, no de aferrarse», M.N. 22) una vez que uno ha hecho esto, uno puede descartar la balsa. También es como la medicina, porque los detalles de cómo uno fue herido por una flecha envenenada (es decir, metafísica, etc.) no importan en el acto de eliminar y curar la herida de la flecha en sí (eliminando el sufrimiento). En este sentido, el Buda a menudo fue llamado «el gran médico» porque su objetivo era curar la condición humana del sufrimiento en primer lugar, no especular acerca de la metafísica.
Habiendo dicho esto, todavía está claro que resistir (incluso refutando) una doctrina falsa o sesgada puede ser útil para sacar al interlocutor, o a uno mismo, del error; por lo tanto, para avanzar en el camino de la liberación. Después de la muerte del Buda, algunos budistas como Dharmakirti llegaron a utilizar los dichos del Buda como evidencia sólida igual a la percepción e inferencia.42

### Ética
La ética del Buda se basa en la necesidad soteriológica de eliminar el sufrimiento y en la premisa de la ley de karma. La ética budista ha sido llamada «eudaimónica» (con su objetivo de bienestar) y también comparada con la ética de la virtud (este enfoque comenzó con Damien Keown). Keown escribe que el nirvana budista es análogo a la eudaimonia aristotélica, y que las virtudes budistas derivan su valor de cómo se relacionan a la meta del nirvana.
El Buda delineó cinco preceptos (no matar, robar, conducta sexual inapropiada, mentir o beber alcohol) que fueron seguidos por sus discípulos, laicos y monásticos. Hay varias razones por las que Buda dio por qué alguien debería ser ético.
Primeramente, el universo está estructurado de tal manera que si alguien comete una ofensa intencionalmente, el resultado será una mala fruta kármica (y viceversa). Por lo tanto, desde un punto de vista pragmático, lo mejor es abstenerse de estas acciones negativas que producen resultados negativos. Lo importante aquí es la intención, porque para el Buda, el karma no es otra cosa que intención, y por lo tanto dañar sin querer a alguien no crea malos resultados kármicos. A diferencia de los jainistas que creían que el karma era un elemento físico, la teoría kármica de Buda era un evento mental volitivo, lo que Richard Gombrich llama «una conciencia ética».
Esta idea conduce a la segunda justificación moral del Buda; realizar acciones negativas intencionalmente refuerza y propaga las impurezas mentales (klesa) que mantienen a las personas atadas al ciclo de renacimiento e interfieren con el proceso de liberación. Por lo tanto, realizar intencionalmente buenas acciones kármicas es participar en la purificación mental que conduce al nirvana, la felicidad más elevada. Esta perspectiva considera que los actos inmorales son inhábiles (akusala) en nuestra búsqueda de la felicidad y, por lo tanto, es pragmático hacer el bien.
La tercera consideración metaética toma la visión del no-yo y nuestro deseo natural de terminar con nuestro sufrimiento hasta su última conclusión lógica. Es decir, como no hay un yo, no hay ninguna razón para preferir nuestro propio bienestar al de los demás porque no existe una base fundamental para la diferenciación entre mi sufrimiento y el de otra persona. En cambio, una persona iluminada simplemente trabajaría para terminar con el sufrimiento sin juzgar, sin pensar en el concepto convencional de personas. Según este argumento, cualquiera que sea egoísta lo hace por ignorancia de la verdadera naturaleza de la identidad personal y la irracionalidad.

## Abhidharma

Buddhaghosa, el más importante pensador de Abhidharma Theravada, presentando tres copias de su magnum opus, el Visuddhimagga.

Las principales escuelas filosóficas budistas de la India practicaron una forma de análisis llamada Abhidharma que buscaba sistematizar las enseñanzas de los primeros discursos budistas. El análisis de Abhidharma deconstruye la experiencia humana en eventos fenomenales momentáneos o ocurrencias llamadas «dharmas». Los dharmas son eventos impermanentes y dependen de otros factores causales, surgen y pasan como parte de una red de otros dharmas interconectados, y nunca se encuentran solos. Las escuelas Abhidharmicas sostenían que las enseñanzas del Buda en los sutras eran meramente convencionales, mientras que el análisis de Abhidharma era la verdad última (Pali: paramattha sacca), la forma en que realmente son las cosas cuando las ve un ser iluminado. El proyecto Abhidharmico ha sido comparado como una forma de fenomenología o filosofía de proceso. Los filósofos de Abhidharma no solo bosquejaron lo que creían que era una lista exhaustiva de dharmas, o eventos fenoménicos, sino también las relaciones causales entre ellos. En el análisis Abhidharmico, lo único que es en última instancia real es la interacción de los dharmas en una corriente causal, todo lo demás es meramente conceptual (paññatti) y nominal.
El filósofo Mark Siderits ha llamado a este punto de vista «reduccionismo mereológico» porque sostiene que solo las entidades impartidas son reales. Los Abhidharmikas como Vasubandhu argumentaban que las cosas convencionales (tablas, personas, etc.) «desaparecen bajo análisis» y que este análisis revela solo una corriente causal de eventos fenoménicos y sus relaciones. Los principales Abhidharmikas defendieron este punto de vista contra sus principales rivales hindúes, la escuela Nyaya, que eran teóricos de la sustancia y postularon la existencia de universales. Algunas escuelas Abhidharmikas como Prajñaptivāda también eran estrictamente nominalistas, y sostenían que todas las cosas, incluso los dharmas, eran meramente conceptual.

### Las escuelas de Abhidharma
Una obra importante de la escuela Theravada es el Kathāvatthu ("Puntos de controversia"), por el monje erudito Moggaliputta-Tissa (circa 327-247 a. C.). Este texto es importante porque intenta refutar varios puntos de vista filosóficos que se habían desarrollado después de la muerte del Buda, especialmente la teoría de que "todo existe" (sarvāstivāda), la teoría de la momentitud (khāṇavāda) y la teoría personalista (pudgalavada) Estas fueron las principales teorías filosóficas que dividieron las escuelas budistas Abhidharma en la India. Después de ser llevado a Sri Lanka en el siglo I a. C., la tradición Abhidhamma del lenguaje Theravada Pali fue fuertemente influenciada por las obras de Buddhaghosa (circa Siglos IV - V d. C.), el filósofo y comentarista más importante de la escuela Theravada. La empresa filosófica Theravada se llevó a cabo principalmente en el género llamado Atthakatha, comentarios (y subcomentarios) sobre el Pali Abhidhamma, pero también incluyó varios breves resúmenes y compendios.
Sarvāstivāda (también Vaibhāṣika) fue una de las principales escuelas filosóficas budistas en la India, y se llama así porque cree que los dharmas existen en las tres ocasiones: pasado, presente y futuro. Aunque el sistema Abhidharmico Sarvāstivāda comenzó como una mera categorización de los eventos mentales, sus filósofos y exégetas como Dharmatrata y Katyāyāniputra (el compilador del Mahavibhasa, un texto central de la escuela) finalmente refinaron este sistema en un realismo robusto, que también incluía un tipo de esencialismo. Este realismo se basó en una cualidad de dharmas, que se llamó «svabhava» o «existencia intrínseca». Svabhava es una especie de esencia, aunque no es una esencia completamente independiente, ya que se dice que todos los dharmas son causalmente dependientes. El sistema Sarvāstivāda extendió este realismo a través del tiempo, efectivamente postulando un tipo de eternalismo con respecto al tiempo, de ahí que el nombre de su escuela significa "todo existe".
Otras escuelas budistas como los Prajñaptivadins («nominalistas»), los Purvasailas y los Vainasikas se negaron a aceptar el concepto de «svabhava». El tema principal del Tattvasiddhi Śāstra por Harivarman (circa Siglo III - IV d. C. ), un influyente texto de Abhidharma, es el vacío (shunyata) de dharmas.
Los Theravādins y otras escuelas como los Sautrāntikas atacaron el realismo filosófico de los Sarvāstivādins, especialmente su teoría del tiempo. Una figura importante en este argumento fue Vasubandhu, el mismo un ex-Sarvāstivādin, quien criticó la teoría de todo existe y abogó por el presentismo en su tratado llamado «Abhidharmakosa». Este es el principal texto de Abhidharma utilizado hoy en día en el Budismo tibetano y en el resto de Asia. Theravada también sostiene que los dharmas solo existen en el presente, y por lo tanto también son presentistas. La presentación de Abhidharma Theravada no está tan interesada con la ontología como la Sarvāstivāda, sino que es más una fenomenología y por eso el concepto de svabhava para Theravāda es más una cierta característica de un dharma, y no un tipo de esencia o substancia metafísica.
Una teoría importante sostenida por algunos budistas de Sarvāstivāda, Theravāda y Sautrāntika era la teoría de la "momentitud" (sct.: Kṣāṇavāda; Pali: khāṇavāda). Esta teoría sostenía que los dhammas solo duran un momento (ksana) después de que surgen. Los Sarvāstivādins vieron estos "momentos" de una manera atomística, como el menor tiempo posible (también desarrollaron un atomismo material). Conciliar esta teoría con su eternalismo con respecto al tiempo fue un importante proyecto filosófico del Sarvāstivāda. Los budistas Theravada inicialmente rechazaron esta teoría, como lo demuestra el Khaṇikakathā del Kathavatthu, que intenta refutar la doctrina de que «todos los fenómenos (dhamma) son tan momentáneos como una sola entidad mental.» Sin embargo, la momentitud fue adoptada más tarde por los budistas Theravāda de Sri Lanka, y es posible que haya sido introducida por el erudito Buddhaghosa.
Todas las escuelas de Abhidharma también desarrollaron complejas teorías de causalidad y condicionalidad para explicar cómo los dharmas interactuaban entre sí. Otro importante proyecto filosófico de las escuelas de Abhidharma fue la explicación de la percepción. Algunas escuelas como Sarvāstivāda explicaron la percepción como un tipo de «realismo ingenuo», mientras que otras como Sautrāntika prefirieron el «realismo representativo» y sostuvieron que solo percibimos los objetos indirectamente. El principal argumento utilizado por los Sautrāntikas para este punto de vista fue el «argumento del retraso temporal». Según Mark Siderits: «La idea básica detrás del argumento es que, dado que siempre hay una pequeña brecha entre cuando el sentido entra en contacto con el objeto externo y cuando hay conciencia sensorial, lo que conocemos no puede ser el externo objeto con el que los sentidos estaban en contacto, porque que ya no existe.» Esto está relacionado con la teoría de la «extrema momentitud».
Una visión filosófica importante que fue rechazada por todas las escuelas mencionadas anteriormente fue la opinión sostenida por las escuelas Pudgalavada o «personalistas». Parecían haber sostenido que había una especie de «personalidad» en algún sentido real en última instancia que no era reducible a los cinco agregados. Esta afirmación controvertida contrastaba con los otros budistas de la época que sostenían que una personalidad era una mera construcción conceptual (prajñapti) y solo convencionalmente real.

## Filosofía Mahayana en India
Desde aproximadamente el siglo I a. C., una nueva tradición textual comenzó a surgir en el pensamiento budista Indio llamado Mahāyāna (Gran Vehículo), que poco a poco llegaría a dominar la filosofía budista India. La filosofía budista prosperó en grandes complejos de monasterios y universidades como Nalanda y Vikramasila. Los filósofos de Budismo Mahāyāna continuaron los proyectos filosóficos de Abhidharma al tiempo que los criticaban e introducían nuevos conceptos e ideas. Dado que el Mahāyāna se aferró al concepto pragmático de verdad que establece que las doctrinas se consideran condicionalmente "verdaderas" en el sentido de ser espiritualmente beneficiosas, las nuevas teorías y prácticas se consideraron como "medios hábiles" (Upaya). El Mahāyāna también promovió el ideal del Bodhisattva, que incluía una actitud de gran compasión (mahakaruna) por todos los seres. El Bodhisattva es alguien que elige permanecer en el samsara (el ciclo de nacimiento y muerte) para beneficiar a todos los demás seres que están sufriendo.
Las principales escuelas y tradiciones filosóficas Mahāyāna incluyen Prajnaparamita, Madhyamaka, Tathagatagarbha, la escuela epistemológica de Dignāga, Yogācāra, Huayan, Tiantai y las escuelas Zen.

### Prajñāpāramitā y Madhyamaka

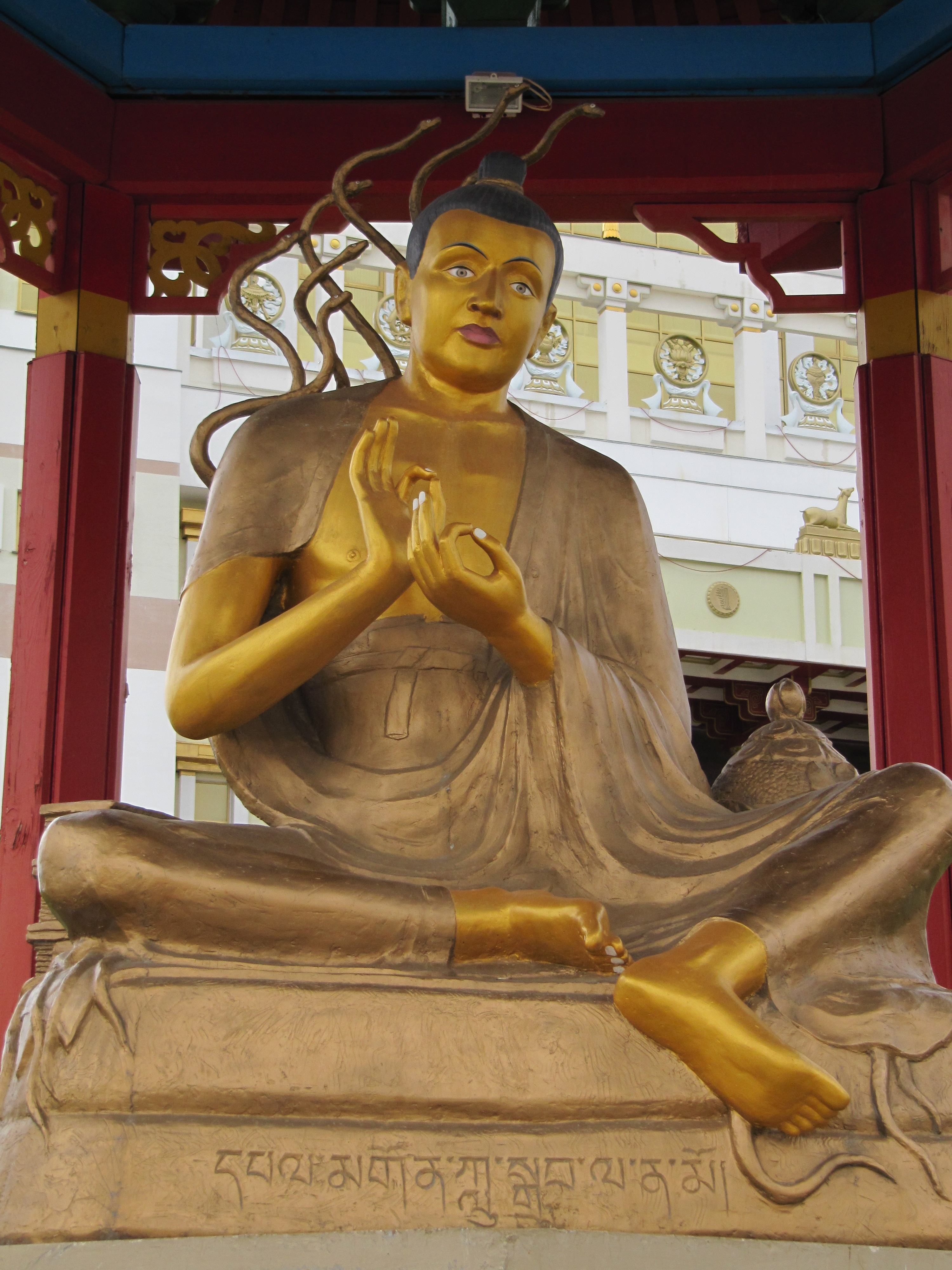
Nagarjuna, protegido por los espíritus serpiente Nagas que se dice que son los guardianes de los sutras de Prajnaparamita.

Los primeros sutras de Prajñāpāramitā (circa siglo I d. C.) enfatizan la vacuidad (shunyata) de los fenómenos o dharmas. Se dice que la "perfección de la sabiduría" (sct.Prajñāpāramitā) es el verdadero conocimiento de la naturaleza de la realidad última, que es ilusoria y está vacía de esencia. El Sutra del Diamante dice:
«Todos los fenómenos condicionados son como un sueño, una ilusión, una burbuja, una sombra, como el rocío o un relámpago. Así los percibiremos.»
El Sutra del Corazón afirma la vacuidad de los fenómenos:
«La forma es vacua, la vacuidad es forma. La forma no es diferente a la vacuidad, la vacuidad no es diferente a la forma. De igual modo, las sensaciones, las percepciones, los impulsos y las emociones, y la conciencia también son vacuos.»
Las enseñanzas de Prajñāpāramitā están asociadas con el filósofo budista Nāgārjuna y la escuela Madhyamaka. Nāgārjuna fue uno de los pensadores budistas indios más influyentes. Nāgārjuna dio los argumentos clásicos para la vacuidad de los fenómenos y atacó el esencialismo de las escuelas de Sarvāstivāda y Pudgalavada en su magnum opus llamado «Los versos fundamentales en el camino del medio» (Mūlamadhyamakakārikā). En sus versos, Nāgārjuna usa argumentos reductio ad absurdum para refutar varias teorías que asumen una esencia inherente o "propio ser" (svabhava). En este texto, el cubre temas como la causalidad, el movimiento y las facultades sensoriales.
Nāgārjuna afirmó una conexión directa entre las teorías de surgimiento dependiente, no-yo (anatta) y vacuidad (śūnyatā). Señaló que implícitamente en el concepto budista temprano de originación dependiente está la falta de cualquier ser sustancial que subyace a los participantes en la originación, de modo que no tienen existencia independiente, algo identificado como vacuidad, o la vacuidad de esencia (svabhāva sunyam).
Siguiendo a Nāgārjuna, los filósofos de Madhyamaka se basaron en su análisis y defendieron a Madhyamaka contra sus oponentes. Estos incluyeron a Aryadeva (circa siglo III d. C.), alumno de Nāgārjuna; Chandrakirti (circa 600-650 d. C.), quien escribió un importante comentario sobre el Mūlamadhyamakakārikā; y Shantideva (circa siglo VIII). Buddhapalita (470-550) se ha entendido como el creador de la tradición «prāsaṅgika» que se basa en criticar el esencialismo solo a través de prueba ad absurdum. Él fue criticado por Bhavaviveka (500-578), quien abogó por el uso de silogismos de estilo pramana, para exponer argumentos lógicos. Estos dos enfoques se denominaron más tarde «Prāsaṅgika Madhyamaka» y «Svātantrika Madhyamaka» por filósofos y comentaristas tibetanos.
Influenciado por el trabajo de Dignāga, la filosofía de Bhavaviveka incorpora la epistemología budista. Chandrakirti, por otro lado, criticó la adopción por Bhāvaviveka de la tradición epistemológica (pramana) sobre la base de que contenía un esencialismo sutil. Cita la famosa afirmación de Nagarjuna en el Vigrahavyavartani que dice «no tengo tesis» por su rechazo a las declaraciones positivas epistémicas de Madhyamaka. Chandrakirti sostuvo que un verdadero Madhyamika solo podía usar "consecuencia" (prasanga) en el que se señalan las incoherencias de la posición de sus oponentes sin afirmar una inferencia "autonoma" (svatantra), porque tal inferencia no puede ser verdadera desde el punto de vista de Madhyamaka.
En China, la escuela Madhyamaka (conocida como Sānlùn) fue fundada por Kumarajiva (344-413 d. C.) quien tradujo las obras de Nagarjuna al chino. Otros Madhyamikas chinos incluyen al alumno de Kumarajiva llamado Sengzhao, Jizang (549-623 d. C.), quien escribió más de 50 obras sobre Madhyamaka y Hyegwan, un monje coreano que trajo las enseñanzas de Madhyamaka a Japón.

### Yogācāra
El Yogācāra (practicantes de yoga), Citta-mātra (solo mente) o Vijñānavāda (escuela de conciencia), floreció en la India alrededor del siglo III al IV hasta el siglo IX.
Está asociada con los filósofos Asanga y Vasubandhu y con varios sutras como el Sandhinirmocana y el Lankavatara. El Sandhinirmocana Sutra fue el sutra fundamental del Yogachara y aún continúa siendo uno de sus referentes principales.
Rechaza el realismo total del budismo Theravāda y el realismo empírico de la escuela Madhyamaka, inclinándose (de manera similar al pensamiento Vedanta del hinduismo) por una postura más compleja en la cual la realidad percibida por el ser humano no existe sino que solo parece real en virtud de la capacidad de la mente para percibir patrones de continuidad y regularidad.
La característica central del pensamiento Yogācāra es el concepto de «vijñapti-mātra», a menudo traducido como «solo impresiones» o «apariencia solamente» y esto se ha interpretado como una forma de idealismo o como fenomenología.

### Tathagatagarbha
Los sutras tathāgathagarbha (o naturaleza búdica), en una desviación del lenguaje budista dominante, insisten en que el potencial para el despertar es inherente a todo ser consciente. Marcaron un cambio de una tendencia filosófica apofática (negativa) dentro del budismo a un modo decididamente más catapático (positivo). Antes del período de estas escrituras, la metafísica Mahāyāna había estado dominada por enseñanzas sobre el vacío en forma de la filosofía Madhyamaka. El lenguaje utilizado por este enfoque es principalmente negativo, y el género de sutras tathāgatagarbha puede verse como un intento de declarar enseñanzas budistas ortodoxas usando un lenguaje positivo en su lugar, para evitar que las personas se aparten del budismo por una falsa impresión de nihilismo.
La palabra "yo" (atman) se usa de una manera idiosincrásica para estos sutras; el «verdadero yo» se describe como la perfección de la sabiduría del no-yo en el «Tratado de la Naturaleza del Buda», por ejemplo. El lenguaje que previamente había sido utilizado por los filósofos esencialistas hindúes fue adoptado ahora, con nuevas definiciones, por Budistas para promover las enseñanzas ortodoxas. El tathāgatagarbha, según algunos budistas, no representa un yo sustancial; más bien, es una expresión positiva del lenguaje de la vacuidad y representa la posibilidad de realizar la Budeidad a través de las prácticas budistas. En esta interpretación, la intención de la enseñanza de tathāgatagarbha es soteriológica en lugar de teórica.

En el Mahayana Mahaparinirvana Sutra, el Buda insiste en que, si bien es vital considerar el Dharma, uno debe renunciar a la fijación de palabras y letras, ya que están completamente divorciadas de la liberación y de la naturaleza de Buda.

## La escuela de Pramāṇa

Estatua de Dignāga debatiendo

Dignāga (c.480-540) y Dharmakirti (circ Siglo VI-VII) fueron filósofos budistas que desarrollaron un sistema de epistemología (pramāṇa) y lógica en sus debates con los filósofos brahmínicos para defender la doctrina budista. Esta tradición se llama "los que siguen el razonamiento" (tibetano: rigs pa rjes su 'brang ba); en la literatura moderna a veces es conocido como «pramāṇavāda» o «la Escuela Epistemológica». Se asociaron con las escuelas Yogacara y Sautrantika, y defendieron las teorías de ambas escuelas. La influencia de Dignāga fue profunda y llevó a un "giro epistemológico" entre todos los budistas y también todos los filósofos sánscritos en la India después de su muerte. En los siglos posteriores a la obra de Dignāga, los filósofos sánscritos se centraron mucho más en la defensa de todas sus proposiciones con teorías del conocimiento.
La "Escuela de Dignāga" incluye filósofos y comentaristas posteriores como Santabhadra, Dharmottara (siglo VIII), Jñanasrimitra (975-1025), Ratnakīrti (siglo XI) y Samkarananda. La epistemología que desarrollaron defiende la teoría de que solo hay dos «instrumentos de conocimiento» o «cogniciones válidas» (pramāṇa); «percepción» (pratyaksa) e «inferencia» (anumāṇa). La percepción es una conciencia no conceptual de los particulares que está vinculada por la causalidad, mientras que la inferencia es razonable, lingüística y conceptual.
Estos filósofos budistas argumentaron a favor de la teoría de la momentitud, la «vijñapti-mātra» o «solo impresiones», las «características específicas» (svalakṣaṇa), el atomismo, el nominalismo y la naturaleza autorreflexiva de la conciencia (svasaṃvedana). Atacaron las teorías hindúes de Dios, los universales, la autoridad de los Vedas y la existencia de un alma permanente (atman).

## Tantra

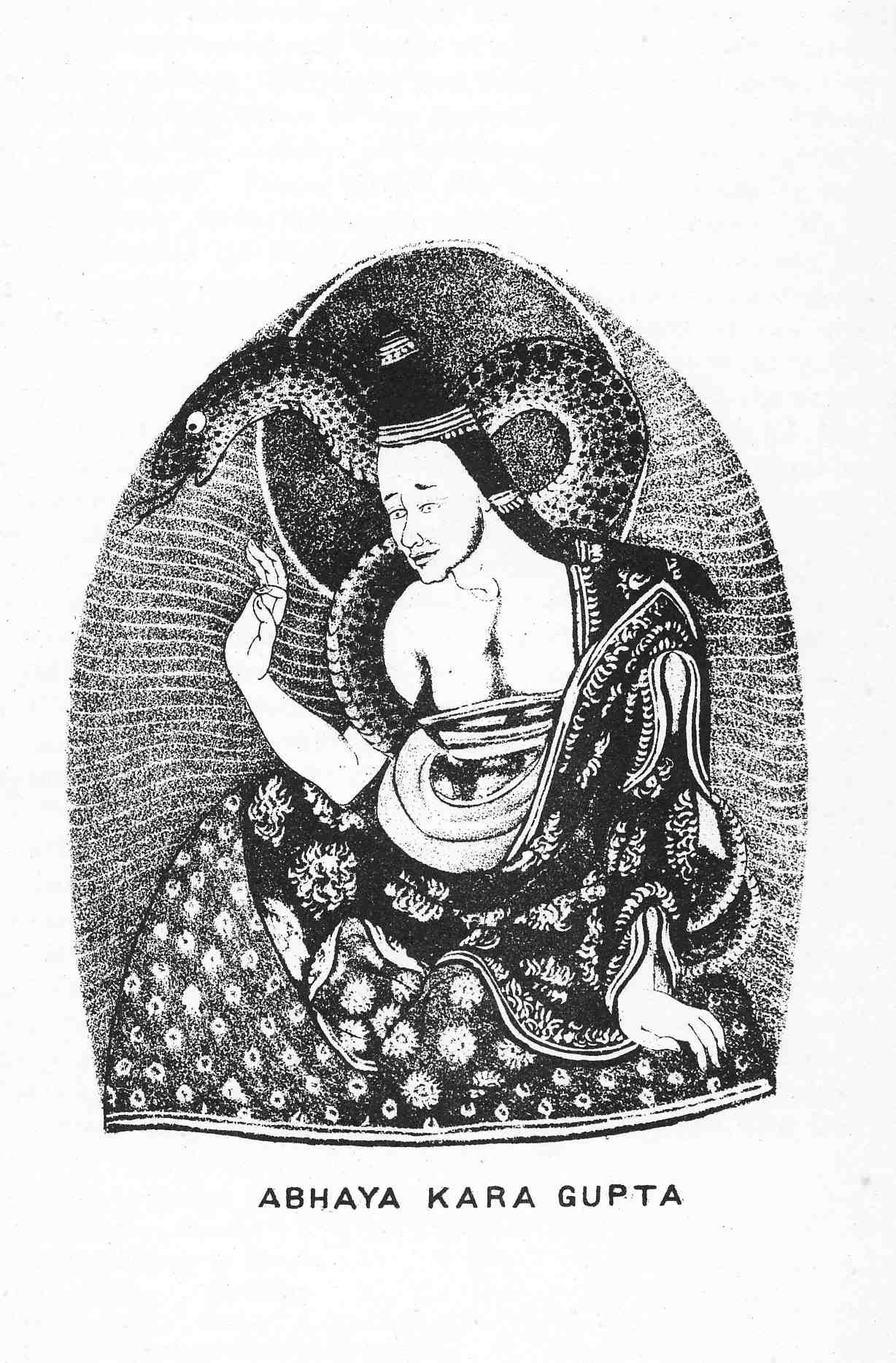
Abhayākaragupta (circa), un maestro tántrico (vajracarya) y filósofo de Tantra.

La tradición de Vajrayana (el vehículo de diamante), asociada con un grupo de textos conocidos como «los tantras budistas», se desarrolló durante el siglo VIII en el norte de la India. El tantra era una característica clave del budismo indio posterior, y los eruditos tántricos indios desarrollaron defensas filosóficas, hermenéuticas y explicaciones de los sistemas tántricos budistas, especialmente a través de comentarios sobre tantras como el Guhyasamāja y el Guhyagarbha.
Si bien la filosófia del Vajrayana se basó en las teorías de Madhyamaka, Yogacara y la naturaleza búdica, se veía a sí misma como un vehículo más rápido para la liberación que contenía muchos métodos hábiles (upaya) de ritual tántrico. La necesidad de una explicación y defensa de los Tantras surgió de la naturaleza inusual de los rituales asociados con ellos, que incluía entre sus prácticas, el uso de mantras secretos, alcohol, yoga sexual, visualizaciones complejas de mandalas llenos de deidades iracundas y otras prácticas y mandamientos que fueron discordantes con, o al menos extraño s, en comparación con el pensamiento budista tradicional. El tantra Guhyasamāja, por ejemplo, afirma que «debes "matar a los seres vivos", decir palabras mentirosas, tomar cosas que no se dan y tener relaciones sexuales con muchas mujeres». Otras características del tantra incluyen un enfoque en el cuerpo físico como medio para la liberación y una reafirmación de elementos femeninos, deidades femeninas y sexualidad.
La defensa de estas prácticas se basa en la teoría de la transformación, que establece que los factores mentales negativos y las acciones físicas pueden cultivarse y transformarse en un entorno ritual, como dice el tantra Hevajra:
«Esas cosas por las cuales los hombres malvados están atados, otros las convierten en medios y ganan por lo tanto la liberación de los lazos de la existencia. Por la pasión, el mundo está atado, por la pasión también se libera, pero por los budistas herejes esta práctica de reversos no se conoce».
Otra hermenéutica de los comentarios tántricos budistas como el «Vimalaprabha» de Pundarika (un comentario sobre el Kalachakra tantra) es la de interpretar afirmaciones tabú en los Tantras como afirmaciones metafóricas sobre la práctica tántrica. Por ejemplo, en el Vimalaprabha, «matar seres vivos» se refiere a detener el prana en la parte superior de la cabeza. En el «Pradipoddyotana» del Candrakirti Tántrico, un comentario al tantra Guhyasamaja, matar a los seres vivientes se glosa como «hacerlos vacíos» por medio de un «samadhi especial» que según Bus-ton está asociado con la práctica tántrica de la etapa de consumación.
Douglas Duckworth señala que la perspectiva filosófica de Vajrayana es una de encarnación, que considera que el cuerpo físico y cosmológico ya contiene sabiduría y divinidad. La liberación y la Budeidad no se ven como algo exterior o evento en el futuro, sino como presente inmanentemente y accesible ahora mismo a través de prácticas tántricas, y por lo tanto Vajrayana también se llama el «vehículo resultante». Duckworth nombra la visión filosófica del Vajrayana como una forma de panteísmo, con lo cual se refiere a la creencia de que cada entidad existente es, en cierto sentido, divina y que todas las cosas expresan alguna forma de unidad.
Los principales filósofos budistas tántricos indios como Buddhaguhya, Padmavajra (autor del Guhyasiddhi), Nagarjuna (circa siglo VII, discípulo de Saraha), Indrabhuti (autor del Jñānasiddhi), Anangavajra, Dombiheruka, Durjayacandra, Ratnākaraśānti y Abhayakaragupta escribieron textos y comentarios tántricos que sistematizaron la tradición. Otros como Vajrabodhi y Śubhakarasiṃha trajeron el Tantra a China (circa 716-720). La filosofía tántrica continuó desarrollándose en chino y japonés por pensadores como Yi Xing y Kūkai. En el Tíbet, filósofos como Sakya Pandita (1182-28 - 1251), Longchenpa (1308-1364) y Tsongkhapa (1357-1419) continuaron la tradición de la filosofía budista tántrica en tibetano.

## Filosofía tibetana
La filosofía budista tibetana es principalmente una continuación y refinamiento de las tradiciones indias de Madhyamaka, Yogacara y la escuela de epistemología de Dignāga. Los esfuerzos iniciales de Śāntarakṣita y Kamalaśīla llevaron su tradición ecléctica al Tíbet. Otras influencias incluyen los Tantras budistas y los sutras de tathāgathagarbha.
El trabajo inicial de los primeros filósofos budistas tibetanos fue la traducción de clásicos Indios y la redacción de comentarios, este período inicial es del siglo VIII al siglo X. Los primeros filósofos comentaristas tibetanos fueron fuertemente influenciados por el trabajo de Dharmakirti y estos incluyen Ngok Lo-dza-wa (1059-1109) y Cha-ba (1182-1251). Sus obras se han perdido. Los siglos XII y XIII vieron la traducción de las obras de Chandrakirti, la promulgación de sus puntos de vista en el Tíbet por parte de eruditos como Patsab Nyima Drakpa, Kanakavarman y Jayananda (siglo XII) y el desarrollo del el debate tibetano entre los puntos de vista «prasangika» y «svatantrika» que continúa hasta nuestros días entre las escuelas budistas tibetanas. El desacuerdo principal entre estos puntos de vista es el uso de argumentos razonados. Para Śāntarakṣita, Kamalaśīla y sus defensores, la razón es útil para establecer argumentos que nos llevan a una comprensión correcta de la vacuidad, luego, mediante de la meditación, uno puede alcanzar la gnosis no conceptual que no depende de la razón. Para Chandrakirti, sin embargo, esto es problemático porque la meditación sobre vacuidad no puede involucrar ningún objeto intentional. El papel de la razón aquí es negar cualquier esencia o puntos de vista esencialistas, y luego eventualmente negarse a sí mismo junto con cualquier proliferación conceptual.
Hay varias escuelas budistas tibetanas o órdenes monásticas. Según Georges B. J. Dreyfus, dentro del pensamiento tibetano, la escuela Sakya tiene una posición filosófica mayormente antirrealista, mientras que la escuela Gelug tiende a defender una forma de realismo filosófico. Las escuelas Kagyu y Nyingma también tienden a seguir el antirrealismo de Sakya (con algunas diferencias).

### Shengtong
El siglo XIV vio un interés creciente en los textos y las doctrinas de la «naturaleza búdica». Esto se puede ver en el trabajo del tercer Kagyu Karmapa Rangjung Dorje (1284-1339), especialmente su tratado «Sentido profundo interno». Este tratado describe la naturaleza última como la naturaleza búdica que es la base del nirvana y el samsara, radiante en naturaleza y vacío en esencia.
Dolpopa Sherab Gyaltsen (1292-1361), fundador de la escuela Jonang, desarrolló una teoría llamada shentong (Wylie: gzhan stong, «otro vacío»), que está estrechamente relacionado con Yogacara. Este punto de vista sostiene que las cualidades de la Budeidad o naturaleza búdica ya están presentes en la mente, y que está vacía de toda realidad convencional que ocluye su propia naturaleza como Budeidad o Dharmakaya. Según Dolpopa, se dice que todos los seres tienen una naturaleza búdica que es real, inmutable, permanente, no condicionada, eterna, dichosa y compasiva. Dolpopa enseñó que la realidad suprema era verdaderamente un "Gran Ser" o "Ser Supremo" refiriéndose a obras tales como el Mahāparinirvāṇa Sūtra, el Aṅgulimālīya Sūtra y el Śrīmālādevī Siṃhanāda Sūtra. Este punto de vista influyó a los filósofos de otras escuelas, como Nyingma y Kagyu y también fue ampliamente criticado en algunos círculos por ser similar a las nociones hindúes de Atman. La filosofía de Shentong también fue expuesta en Tíbet y Mongolia por el erudito de Jonang posterior Tāranātha (1575-1634).
A fines del siglo XVII, la orden de Jonang y sus enseñanzas fueron atacadas por el 5.º Dalai Lama, que convirtió la mayoría de sus monasterios en Tíbet a la orden Gelug, aunque varios sobrevivieron en secreto.

### Gelug
Je Tsongkhapa (Dzong-ka-ba) (1357-1419) fundó la escuela Gelug que llegó a dominar a Tíbet a través de la oficina del Dalái lama y es el mayor defensor de la visión de «Prasaṅgika Madhyamaka», su obra está influenciada por las filosofías de Candrakirti y Dharmakirti. La obra maestra filosófica de Tsongkhapa es «Océano de la Razón», un comentario sobre el Mulamadhyamakakarika de Nagarjuna. La filosofía Gelug se basa en el estudio de los textos de Madhyamaka y las obras de Tsongkhapa, así como en el debate formal (rtsod pa).
Tsongkhapa defendió Prasangika Madhyamaka como la visión más alta y criticó a Svatantrika. Tsongkhapa argumentó que debido a que el Svatantrika convencionalmente establece las cosas por sus propias características, no logran comprender completamente el vacío de los fenómenos y por lo tanto no logran la última realización. Basándose en Candrakirti, Tsongkhapa rechazó algunas enseñanzas de Yogacara. Tsongkhapa también criticó la visión Shengtong de Dolpopa, a la que consideró peligrosamente absolutista y, por lo tanto, fuera del camino medio. Tsongkhapa identificó dos grandes fallas en las interpretaciones de Madhyamaka, sub-negación (de svabhava o esencia propia) que podrían conducir al absolutismo y a la sobre-negación que podría llevar al nihilismo. La solución de Tsongkhapa a este dilema fue la promoción del uso del razonamiento inferencial solo dentro del ámbito convencional de las dos verdades, esto permite el uso de la razón para la ética, las reglas monásticas convencionales y la promoción de un realismo epistémico convencional mientras sosteniendo que del punto de vista de la última verdad (paramarthika satya), todas las cosas (incluyendo la naturaleza budica y el Nirvana) están vacías de existencia inherente (svabhava) y por eso la verdadera iluminación es esta realización de vacuidad.
Los filósofos de Sakya como Rongtön y Gorampa discreparon con Tsongkhapa, y argumentaron que la distinción prasangika-svatantrika era meramente pedagógica. Gorampa también criticó el realismo de Tsongkhapa, argumentando que las estructuras que permiten que un objeto vacío sea presentado como convencionalmente real finalmente se disuelven bajo análisis y, por lo tanto, son desestructuradas y no conceptuales (spros bral). Los estudiantes de Tsongkhapa, Gyel-tsap, Kay-drup y Ge-dun-drup presentaron un realismo epistemológico en contra del antirrealismo de los eruditos Sakya.

### Sakya
Sakya Pandita (Sa-pan, 1182-1251) fue líder de la escuela Sakya en el siglo XIII y gobernante del Tíbet. También fue uno de los filósofos budistas más importantes en la tradición tibetana, escribiendo obras sobre lógica y epistemología y promoviendo el Pramanavarttika (Comentario sobre la cognición válida) de Dharmakirti como un texto central para el estudio escolástico budista. En su «Tesorería de la Lógica en Cognición válida» (Tib. Tshad ma rigs pa'i gter), Sa-pan expone la clásica posición Sakya de epistemológia antirrealista, argumentando que conceptos como los universales no son conocidos a través de la cognición válida (pramana) y por lo tanto no son objetos reales del conocimiento. Sakya Pandita también criticó las teorías de la iluminación repentina que tenían algunos maestros de la «Gran Perfección China» en el Tíbet.
Más tarde, Sakyas como Gorampa (1429-1489) y Sakya Chokden (1428-1507) desarrollarían y defenderían el antirrealismo Sakya, y son vistos como los principales intérpretes y críticos de la filosofía de Sakya Pandita. Sakya Chokden también criticó la interpretación de Tsongkhapa de Madhyamaka y el Shentong de Dolpopa. Chokden criticó la visión de Tsongkhapa como demasiado centrada en la lógica y todavía atrapada en la conceptualización sobre la realidad última, que está más allá del lenguaje. La filosofía de Sakya Chokden intentó reconciliar los puntos de vista de Yogacara y Madhyamaka, viéndolos como perspectivas válidas y complementarias de la verdad última. Madhyamaka es visto por Chokden como eliminando la falta de tomar lo irreal como real, y Yogacara elimina la falla de la negación de la Realidad. Así mismo, las vistas de Shentong y Rangtong son complementarias para Sakya Chokden. La negación de Rangtong es efectiva para cortar todo apego a puntos de vista erróneos y conceptuales, mientras que Shentong es más efectivo para describir y mejorar la experiencia y realización meditativa. Por lo tanto, para Sakya Chokden, la misma realización de la realidad última se puede acceder y describir de dos maneras diferentes pero compatibles.

### Nyingma y Rimé

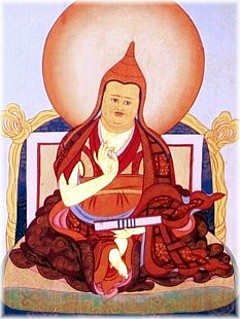
Jamgon Ju Mipham Gyatso.

La escuela Nyingma está fuertemente influenciada por la visión de Dzogchen (Gran Perfección) y la literatura tántrica de Dzogchen. Longchenpa (1308-1364) fue un importante filósofo de la escuela Nyingma y escribió un extenso número de obras sobre la práctica tibetana de Dzogchen y sobre Tantra. Estos incluyen los «Siete Tesoro», la «Trilogía de la Facilidad Natural» y la «Trilogía de la Disipación de la Oscuridad». Las obras de Longchenpa proporcionan una comprensión filosófica de Dzogchen, una defensa de Dzogchen a la luz de los sutras, así como también instrucciones prácticas. Para Longchenpa, la base de la realidad es la claridad luminosa, «rigpa» o la naturaleza budíca y este suelo es también el puente entre el sutra y el tantra. La filosofía de Longchenpa buscaba establecer los aspectos positivos del pensamiento de la naturaleza budíca contra la teología totalmente negativa de Madhyamaka sin desviarse hacia el absolutismo de Dolpopa. Para Longchenpa, la base de la práctica Dzogchen y tántrica en Vajrayana es la «base» (gzhi), la naturaleza inmanente de Buda, «la realidad primordialmente luminosa que está incondicional y espontáneamente presente» que es «libre de todos los extremos elaborados».
El siglo XIX vio el surgimiento del movimiento Rimé (no sectario, imparcial) que buscaba rechazar las críticas políticamente dominantes de la escuela Gelug sobre las visiones filosóficas Sakya, Kagyu, Nyingma y Bon y desarrollar un sistema textual más ecléctico o universal. Jamyang Khyentse Wangpo (1820-1892) y Jamgön Kongtrül (1813-1899) fueron los fundadores del Rimé. El movimiento Rimé saltó a la fama en un momento de la historia tibetana cuando el clima religioso se volvió partidista. El objetivo del movimiento era «un avance hacia un terreno intermedio donde se apreciaban los diferentes puntos de vista y las contribuciones de las diferentes tradiciones individuales en lugar de refutarlas, marginarlas o prohibirlas.» Filosóficamente, Jamgön Kongtrül defendió a Shentong como compatible con Madhyamaka, mientras que otros eruditos de Rimé, como Ju Mipham Gyatso (1846-1912) criticaron a Tsongkhapa. Mipham argumentó que la visión del camino del medio es la Unidad (zung 'jug), lo que significa que desde la perspectiva final la dualidad de los seres conscientes y los Budas también se disuelve. Mipham también afirmó la visión del rangtong (vacío propio). Otro erudito de Nyingma, Botrul (1894-1959) clasificó las principales posiciones tibetanas de Madhyamaka como shentong (otro vacío), Nyingma rangtong (autovacío) y Gelug bdentong (vacío de verdadera existencia). La principal diferencia entre ellos es su «objeto de negación»; shengtong declara que la experiencia inauténtica está vacía, rangtong niega toda referencia conceptual y bdentong niega cualquier existencia verdadera.

El Dalái lama Tenzin Gyatso también fue influenciado por este enfoque ecléctico. Después de haber estudiado con maestros de todas las principales escuelas budistas tibetanas, su posición filosófica tiende a ser que las diferentes perspectivas sobre el vacío son complementarias:
Existe una tradición de hacer una distinción entre dos perspectivas diferentes sobre la naturaleza del vacío: una es cuando el vacío se presenta dentro de un análisis filosófico de la realidad última de las cosas, en cuyo caso debe entenderse en términos de fenómenos negativos no-afirmativos. Al otro lado, cuando se discute desde el punto de vista de la experiencia, debe entenderse más en términos de una negación afirmativa – 14.º Dalai Lama.

## Budismo en Asia Oriental

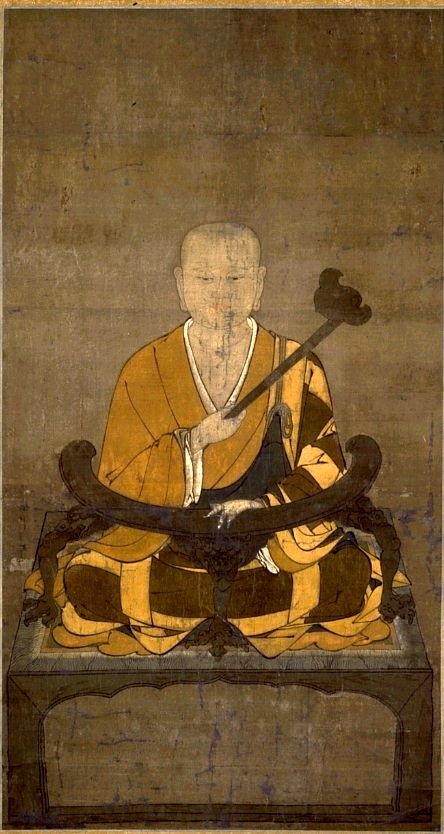
Śramaṇa Zhiyi

### Tiantai
Las escuelas de budismo que existían en China antes del surgimiento de Tiantai generalmente representan trasplantes directos desde la India, con pocas modificaciones a sus doctrinas y métodos básicos. La escuela Tiantai, fundada por Zhiyi (538-597), fue la primera escuela filosófica budista china verdaderamente única. La doctrina de Tiantai se basó en la doctrina ekayana o «único vehículo» enseñada en el sutra del loto y buscaba reunir todas las enseñanzas y textos budistas en un sistema jerárquico e inclusivo, que colocó el sutra del loto en la parte superior de esta jerarquía.
La metafísica de Tiantai es un holismo inmanente, que ve cada fenómeno, momento o evento como condicionado y manifestado por la totalidad de la realidad. Cada instante de experiencia es un reflejo de todos los demás, y por lo tanto, el sufrimiento y el nirvana, el bien y el mal, la Budeidad y el mal, están «intrínsecamente vinculados» uno dentro del otro. Cada momento de conciencia es simplemente el Absoluto, infinitamente inmanente y auto-reflexivo.
Esta metafísica está implicada en la enseñanza Tiantai de las «tres verdades», que es una extensión de la doctrina de las dos verdades de Mādhyamaka. Las tres verdades son: la verdad convencional de la apariencia, la verdad del vacío (shunyata) y la tercera verdad del «Centro exclusivo» (danzhong) o camino medio. Esta tercera verdad es el Absoluto y es expresada por la afirmación de que nada es «ni lo mismo ni diferente» que cualquier otra cosa, sino que cada fenómeno o dharma es la totalidad absoluta de todas las cosas que se manifiestan como un particular. Todo se contiene mutuamente en cada cosa individual. Todo es un reflejo de «La Realidad Última de Todas las Apariencias» (chino: 諸法實相, zhufashixiang) y cada pensamiento «contiene tres mil mundos». Esta perspectiva le permite a la escuela Tiantai decir cosas aparentemente paradójicas como «el mal es imposible de erradicar del mayor bien, la Budeidad». Además, en Tiantai, el nirvana y el samsara son en última instancia los mismos, como Zhiyi escribe «una única realidad pura es todo lo que hay – ninguna entidad existe fuera de ella.»
Aunque Zhiyi escribió «un pensamiento contiene tres mil mundos», esto no implica idealismo. Según Zhiyi, «los objetos de los aspectos verdaderos de la realidad no son algo producido por budas, dioses o hombres. Existen inherentemente por sí mismos y no tienen principio.» Esto es entonces una forma de realismo, que ve a la mente como interconectada e inseparable del mundo. En el pensamiento de Tiantai, la realidad última es simplemente el mundo fenomenal de los eventos o dharmas interconectados.
Otras figuras clave del pensamiento de Tiantai son Zhanran (711-782) y Siming Zhili (960-1028).

### Huayan

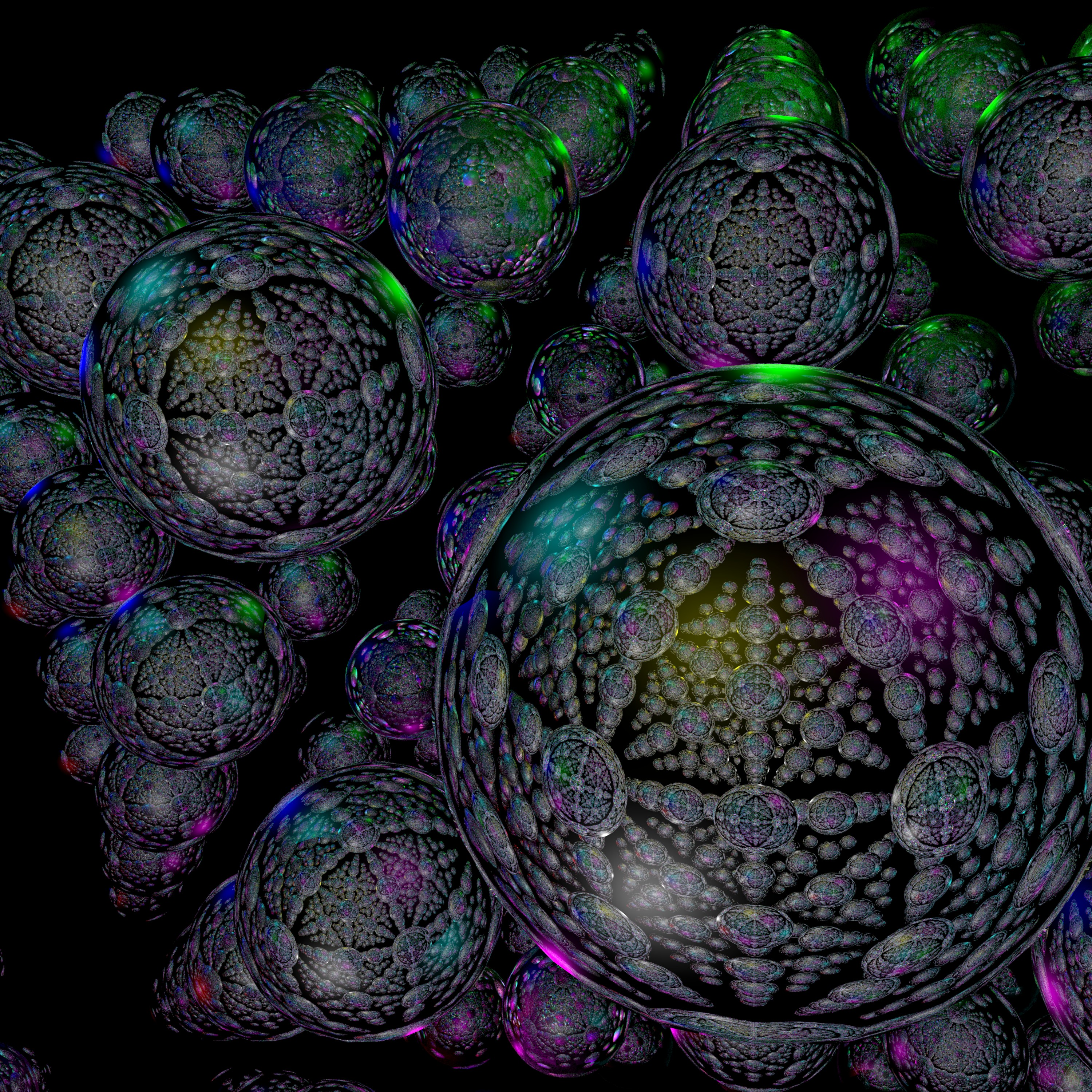
La Red de Indra.

La escuela Huayan desarrollo la doctrina de «interpenetración» o «coalescencia» (Wylie: zung-'jug; sánscrito: yuganaddha), basada en el Avataṃsaka Sūtra (sutra de la guirnalda), una escritura Mahāyāna. Huayan sostiene que todos los fenómenos (Sánscrito: dharmas) están profundamente interconectados, surgiendo mutuamente y cada fenómeno contiene a todos los demás fenómenos. Se usan varias metáforas e imágenes para ilustrar esta idea. Una se conoce como la red de Indra. La red se establece con joyas que tienen la extraordinaria propiedad de que reflejan todas las otras joyas, mientras que las reflexiones también contienen todos los demás reflejos, hasta el infinito.
Fazang (Fa-tsang, 643-712), uno de los pensadores más importantes de Huayan, escribió «Ensayo sobre el León de Oro» y «Tratado de las Cinco Enseñanzas», que contiene otras metáforas para la interpenetración de la realidad como la casa de los espejos. Fazang introdujo la distinción de «el Reino de los Principios» y «el Reino de las Cosas». Esta teoría fue desarrollada por Cheng-guan (738-839) en la gran tesis de Huayan de «los cuatro Dharmadhatu», que son: el Reino de Principio, el Reino de las Cosas, el Reino de la No Interferencia entre Principio y Cosas, y el Reino de la No Interferencia de Todas las Cosas. Los dos primeros son lo universal y lo particular, el tercero es la interpenetración de lo universal y lo particular, y el cuarto es la interpenetración de todos los particulares. La tercera verdad fue explicada por la metáfora de un león dorado, el oro es lo universal y lo particular es la forma y las características del león.
Aunque Tiantai y Huayan mantienen la interpenetración e interconexión de todas las cosas, su metafísica tiene algunas diferencias. La metafísica de Huayan está influenciada por el pensamiento Yogachara y es más cerca al idealismo. El sutra Avatamsaka compara el mundo fenoménico con un sueño, una ilusión y el conjuro de un mago. El sutra dice que nada tiene verdadera realidad, ubicación, comienzo y fin, o naturaleza sustancial. El Avatamsaka también afirma que «el mundo triple es ilusorio, solo lo hace una sola mente» y Fazang se hace eco de esto escribiendo «fuera de la mente no hay una sola cosa que pueda ser aprehendida». Además, según el pensamiento de Huayan, cada mente crea su propio mundo «de acuerdo con sus patrones mentales», y «estos mundos son de naturaleza infinita» y constantemente surgen y desaparecen. Sin embargo, en Huayan, la mente tampoco es real, sino también vacía. La verdadera realidad en Huayan, el noúmeno, o «Principio» se compara con un espejo, mientras que los fenómenos se comparan con los reflejos en el espejo. También se lo compara con el océano y los fenómenos con las olas.
En Corea, esta escuela era conocida como Hwaeom y está representada en el trabajo de Wonhyo (617-686), quien también escribió sobre la idea de la función y la esencia, un tema central en el pensamiento budista coreano. En Japón, Huayan es conocido como Kegon y uno de sus principales defensores fue Myōe, quien también introdujo las prácticas tántricas.

### Chan y Zen
La filosofía del budismo chan chino y el zen japonés se basa en varias fuentes, entre las que se incluyen Madhyamaka, Yogacara, el Laṅkāvatāra Sūtra, Huayan y los textos de la naturaleza búdica. Un tema importante en Chan es el del subitismo o «iluminación repentina», la idea de que la iluminación sucede de una sola vez en un destello de perspicacia. Esta visión fue promovida por Shenhui y es un tema central discutido en el Sutra de Huineng, una escritura clave de Chan compuesta en China.
La filosofía de Huayan también influyó en Chan. La teoría del cuádruple Dharmadhatu influyó en los Cinco Rangos de Dongshan Liangjie (806-869), el fundador del linaje Caodong. Guifeng Zongmi, que también era un patriarca del budismo Huayan, escribió extensamente sobre la filosofía de Chan y sobre el sutra Avatamsaka.
En Japón, el fundador de Soto Zen, Dogen (1200-1253), escribió muchas obras sobre la filosofía del Zen, y el Shobogenzo es su obra maestra. En Corea, Chinul es un importante exponente del Budismo Seon.

### Zhenyan y Shingon

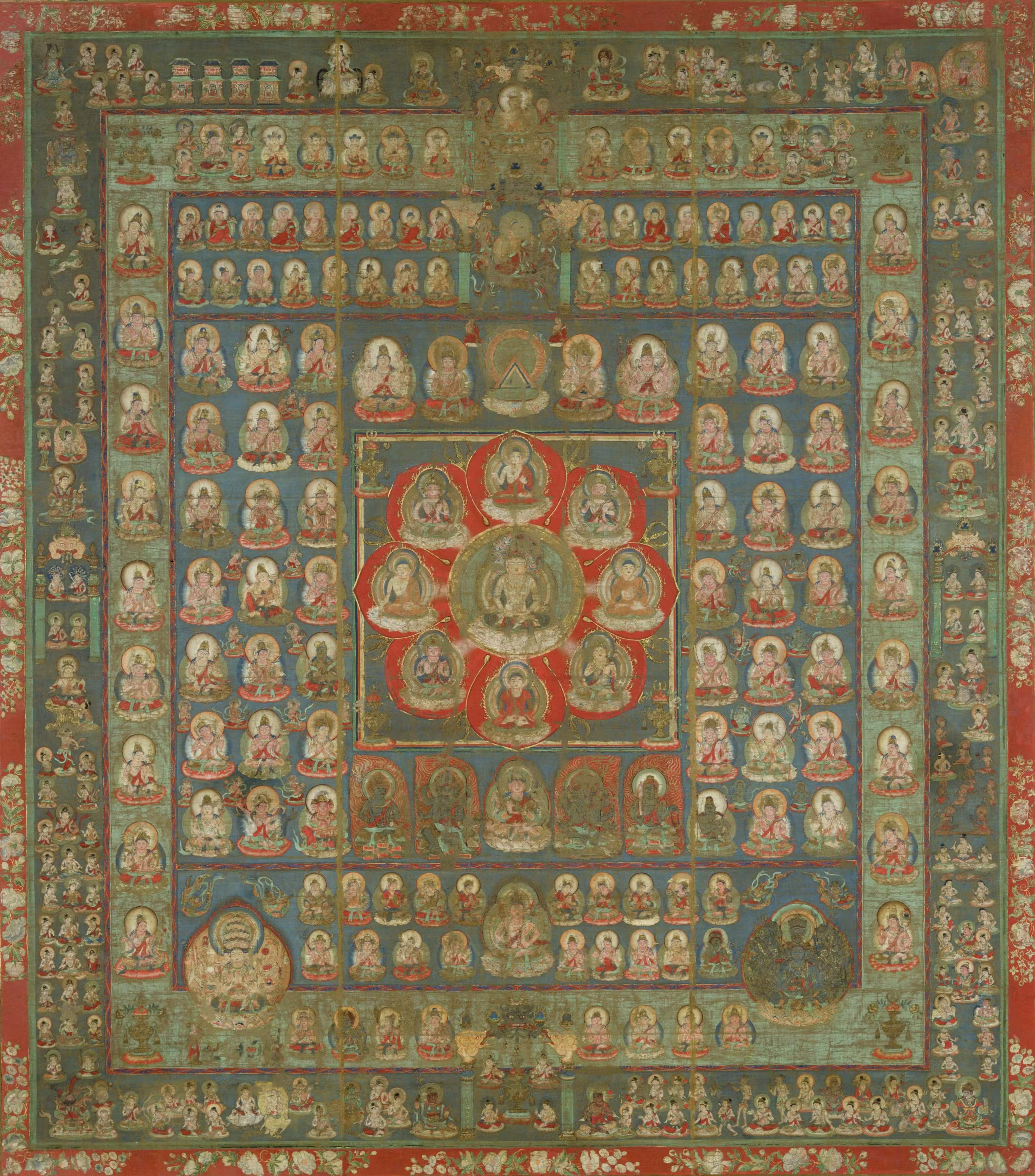
El Garbhadhatu mandala. El cuadrado central representa el joven Vairocana.

El budismo esotérico chino se refiere a las tradiciones tántricas que florecieron entre los chinos. Los maestros tántricos Śubhakarasiṃha, Vajrabodhi y Amoghavajra, establecieron la tradición budista esotérica de Zhenyan (真言, palabra verdadera o mantra) en la dinastía Tang desde el año 716 hasta el 720 durante el reinado del emperador Tang Xuanzong. Kūkai (774-835) es un importante filósofo budista japonés y el fundador de la escuela japonesa Shingon. Escribió sobre una amplia variedad de temas tales como la política, el lenguaje, las artes, la literatura, la música y la religión. Después de estudiar en China bajo Huiguo, Kūkai reunió varios elementos en un sistema filosófico cohesivo de Shingon.
La filosofía de Kūkai se basa en el Mahavairocana Tantra y el Vajrasekhara Sutra (ambos del siglo VII). Su «Benkenmitsu nikkyôron» («Tratado sobre las diferencias entre enseñanzas esotéricas y exotéricas») esboza la diferencia entre el budismo Mahayana exotérico y tradicional (kengyö) y el budismo tántrico esotérico (mikkyô). En la base del pensamiento de Kūkai está la doctrina Trikaya, que sostiene allí son tres «cuerpos del Buda». Según Kūkai, el budismo esotérico tiene el Dharmakaya (Jpn: hosshin, la encarnación de la verdad) como su fuente, que está asociada con el Buda Vairocana (Dainichi). Hosshin está encarnado en la realidad y la verdad absolutas. Hosshin es en su mayoría inefable, pero puede ser contactado a través de prácticas esotéricas tales como mudras y mantras. Como Mahayana es enseñado por el Buda histórico (nirmankaya), no tiene la realidad última como su fuente o las prácticas esotéricas. En Shingon, desde una perspectiva iluminada, todo el mundo fenoménico mismo es también la enseñanza del Buda Vairocana. El cuerpo del mundo, sus sonidos y movimientos, es el cuerpo de la verdad (Dharma) y, además, también es idéntico al cuerpo personal del Buda cósmico. Para Kūkai, el mundo, las acciones, las personas y los Budas son todos parte del monólogo cósmico de Vairocana, son la verdad que predica a sus manifestaciones propias. Esto es «hosshin seppô» (literalmente: «la exposición del Dharma del Dharmakaya») al que se puede acceder a través del mantra que es el lenguaje cósmico de Vairocana que emana a través de la vibración cósmica concentrada en el sonido. En un sentido amplio, el universo mismo es un texto enorme expresando la última verdad o Dharma que debe ser «leída».
Dainichi significa «Gran Sol» y Kūkai usa esto como una metáfora para el gran Buda primordial, cuya enseñanza y presencia ilumina e impregna todo, como la luz del sol. Esta presencia inmanente también significa que cada ser ya tiene acceso a la iluminación (hongaku) y la naturaleza budica, y que debido a esto, existe la posibilidad de «convertirse en Buda en esta existencia encarnada» (sokushinjôbutsu). Esto se logra porque de la relación no dual entre el macrocosmos de Hosshin y el microcosmos del practicante de Shingon.

## Filosofía moderna

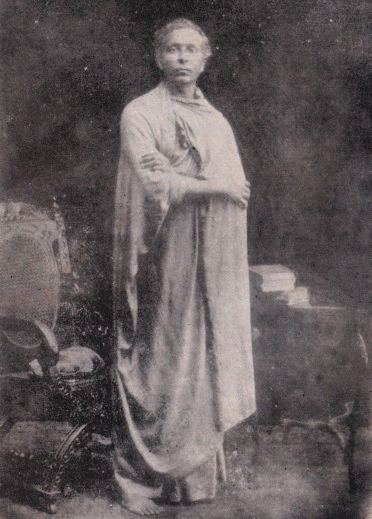
Anagarika Dharmapala.

En Sri Lanka, los modernistas budistas como Anagarika Dharmapala (1864-1933) y el converso estadounidense Henry Steel Olcott intentaron demostrar que el budismo era racional y compatible con ideas científicas modernas, como la teoría de la evolución. Dharmapala también argumentó que el budismo incluía un elemento social, interpretándolo como liberal, altruista y democrático. K. N. Jayatilleke escribió el clásico relato moderno de la epistemología budista («Early Buddhist Theory of Knowledge», 1963) y su alumno David Kalupahana escribió sobre la historia del pensamiento y la psicología budistas. Otros pensadores budistas de Sri Lanka importantes incluyen Ven Ñāṇananda («Concept and Reality»), Walpola Rahula, Hammalawa Saddhatissa (Ética Budista, 1987), Gunapala Dharmasiri (Una crítica budista del concepto cristiano de Dios, 1988), PD Premasiri y RG de S. Wettimuny.
En la China del siglo XX, el modernista Taixu (1890-1947) abogó por una reforma del budismo. Promovió la idea de una Tierra Pura budista, no como un lugar metafísico en la cosmología budista, sino como algo posible de crear aquí y ahora en este mismo mundo y que se podría lograr a través de un «Budismo para la vida humana» (chino: 人生 佛教; pinyin: rénshēng fójiào), libre de creencias sobrenaturales. Taixu también escribió sobre las conexiones entre la ciencia moderna y el budismo, sosteniendo en última instancia que «los métodos científicos solo pueden corroborar la doctrina budista, nunca pueden avanzar más allá de ella». Como Taixu, Yin Shun (1906-2005) abogó por una forma de budismo humanista basada en la preocupación por cuestiones humanitarias y sus estudiantes y seguidores han sido influyentes en la promoción del budismo humanista en Taiwán. Este período también vio un renacimiento del estudio de Weishi (Yogachara), por Yang Rensan (1837-1911), Ouyang Jinwu (1871-1943) y Liang Shuming (1893-1988).

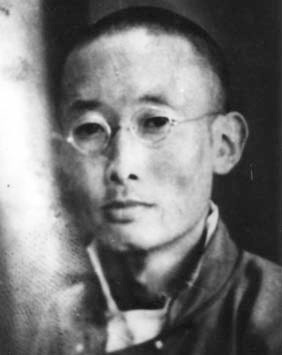
Gendün Chöphel en India, 1936.

Uno de los pensadores modernistas más influyentes del budismo tibetano es Gendün Chöphel (1903-1951), quien, de acuerdo con Donald S. López Jr. «fue sin duda el intelectual tibetano más importante del siglo XX». Gendün Chöphel viajó por toda la India con el budista Rahul Sankrityayan y escribió una gran variedad de material, incluidas obras que promocionan la importancia de la ciencia moderna para sus compatriotas tibetanos y también textos filosóficos. Otro modernista budista tibetano muy influyente fue Chögyam Trungpa, cuyo «entrenamiento Shambhala» fue diseñado para las sensibilidades occidentales modernas, ofreciendo una «iluminación secular».
En el Sudeste Asiático, pensadores como Buddhadasa, Thich Nhất Hạnh, Sulak Sivaraksa y Aung San Suu Kyi han promovido una filosofía del budismo socialmente comprometido y han escrito sobre la aplicación política del budismo. Del mismo modo, los enfoques budistas a la ética económica (economía budista) han sido explorados en los trabajos de E. F. Schumacher, Prayudh Payutto, Neville Karunatilake y Padmasiri de Silva. El estudio de la tradición de Pali Abhidhamma continuó siendo influyente en Birmania, donde fue desarrollado por monjes como Ledi Sayadaw y Mahasi Sayadaw.

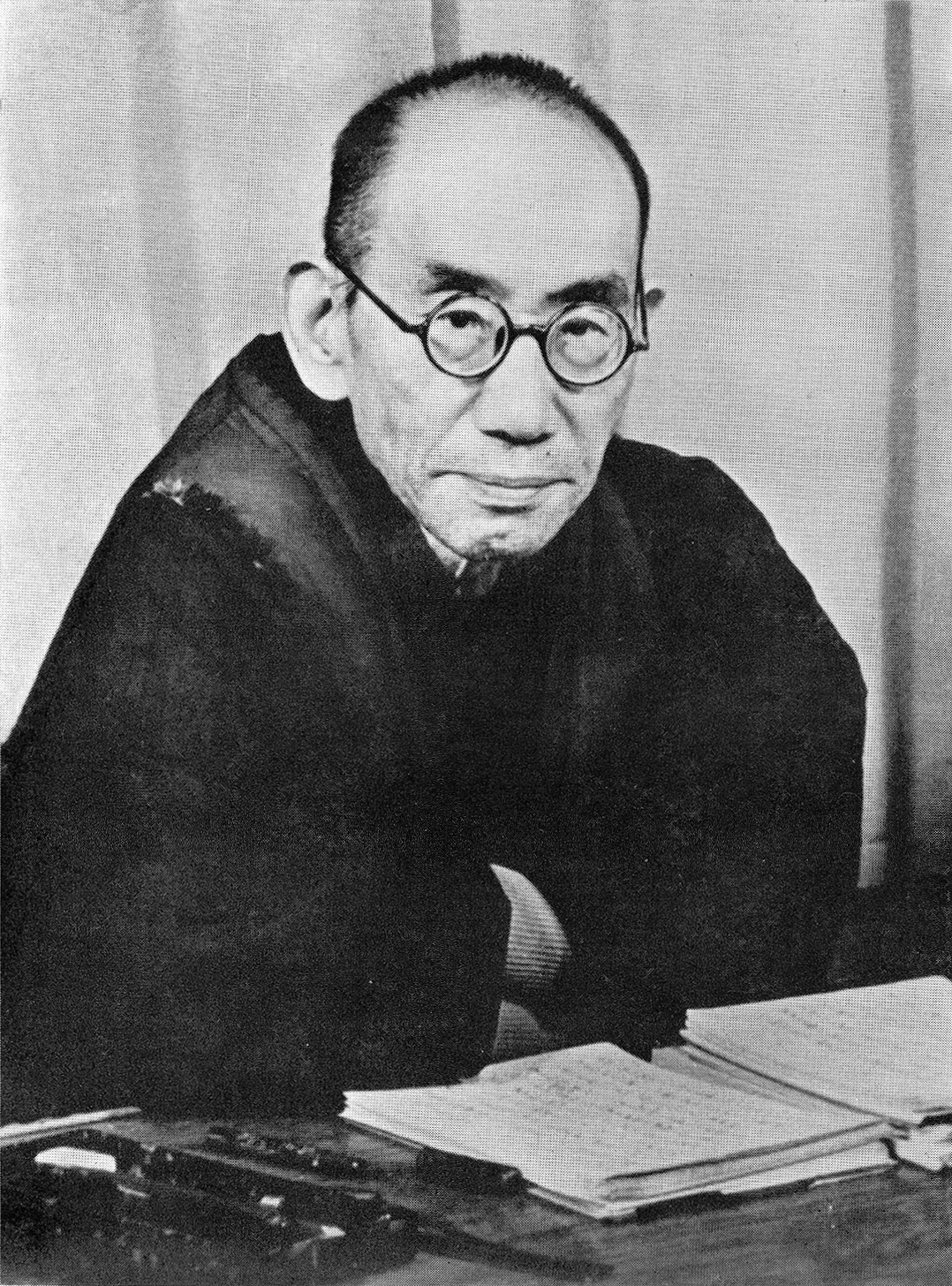
Kitarō Nishida.

La filosofía budista japonesa estuvo fuertemente influenciada por el trabajo de la Escuela de Kioto, e incluye pensadores como Kitaro Nishida, Keiji Nishitani, Hajime Tanabe y Masao Abe. Ellos trajeron las ideas budistas en diálogo con la filosofía occidental, especialmente fenomenólogos y existencialistas europeos. La tendencia más importante en el pensamiento budista japonés después de la formación de la escuela de Kioto es el «budismo crítico», que contradice varios conceptos Mahayana como la naturaleza búdica y la iluminación original. En el budismo de Nichiren, el trabajo de Daisaku Ikeda también ha sido popular.
El budista zen japonés D.T. Suzuki (1870-1966) jugó un papel decisivo en llevar el budismo Zen al Occidente y sus obras modernistas fueron muy influyentes en los Estados Unidos. La visión de Suzuki era un budismo Zen influenciado por el romanticismo y el trascendentalismo, que promovía la libertad espiritual como «una conciencia emancipatoria espontánea que trasciende el intelecto racional y la convención social». Esta idea del budismo influyó en los escritores Beat como el representante contemporáneo del romanticismo budista occidental, Gary Snyder. El monje budista Theravada estadounidense Thanissaro Bhikkhu ha criticado el «romanticismo budista» en sus escritos.
Los monjes y sacerdotes budistas occidentales como Nanavira Thera, Bhikkhu Bodhi, Nyanaponika Thera, Robert Aitken, Taigen Dan Leighton y Matthieu Ricard han escrito textos sobre filosofía budista. Una característica del pensamiento budista en el Occidente ha sido el deseo de diálogo e integración con la ciencia y la psicología moderna, y varios budistas modernos como Alan Wallace, James H. Austin, Mark Epstein y el XIV Dalái lama han escrito sobre este tema. Otra tendencia filosófica budista occidental ha sido el proyecto de secularizar el budismo, como se ve en las obras de Stephen Batchelor.
La filosofía comparativa entre el pensamiento budista y el occidental comenzó con el trabajo de Charles A. Moore, que fundó la revista académica, «Philosophy East and West». Los académicos occidentales contemporáneos como Mark Siderits, Jan Westerhoff, Jonardon Ganeri, Miri Albahari, Owen Flanagan, Damien Keown, Tom Tillemans, David Loy, Evan Thompson y Jay Garfield han escrito varios trabajos que interpretan las ideas budistas a través de la filosofía occidental.